# Psylocke
Psylocke (Elizabeth "Betsy" Braddock) là một nữ anh hùng hư cấu xuất hiện trong bộ truyện tranh của Mỹ do Marvel phát hành, thường được xuất hiện trong bộ X-men.  Được sáng tạo dưới bàn tay của Chris Claremont và họa sĩ Harb Trimpe vào năm 1976. Cô xuất hiện lần đầu tiên trong sê-ri Marvel UK Captain Britian. Psylocke xuất hiện trong nhiều phương tiện truyền thông khác bao gồm: phim, game, truyện tranh ở vũ trụ khác. Cô xuất hiện trong phần phim Dị nhân: Khải huyền vào năm 2016, được thể hiện bởi Olivia Munn.
Betsy được lấy làm nhân vật phụ trong  hành trình phiêu lưu của anh trai cô, Captain Britain (Đội trưởng Anh), có lần cô được thay thế cả anh trai mình làm Đội trưởng, trước khi cô trở thành nữ dị nhân  và gia nhập nhóm X-men vào năm 1986. Cô được cho như là người thấy trước tương lai khi làm việc cùng anh trai mình, sau đó thì là một nhà ngoại cảm, nhân vật này rồi được nhập vào cơ thể của một nữ ninja người Nhật và thông thạo võ thuật kể từ đó. Biệt danh của cô được đặt ngay từ lần giới thiệu đầu trong truyện Captain Britian.  Sau này, cô lại có thêm khả năng dịch chuyển đồ vật.

## Đặc điểm nhân vật

### Sức mạnh sơ khai
Trong sự ra mắt đầu tiên của cô trong Uncanny X-Men, Psylocke có khả năng ngoại cảm. Cô có thể đọc ý nghĩ và truyền đi ý nghĩ của mình; điều khiển trí óc; khống chế và can thiệp vào sức mạnh của người khác; gây ảnh hưởng lên trí nhớ của người khác; tạo ảo giác và tạo ra sét tâm linh có thể gây choáng váng, làm bị thương, hơặc giết kẻ khác Cô cũng có thể tự tạo ra bản sao Astral của người khác hoặc chính mình và chuyển họ tới Astral Plane. Cô có thể quét cả thành phố bằng trí óc, và lướt qua trí óc của người dân để biết được tình trạng của thành phố. Cô ấy mạnh đến nỗi có thể  "gọi" cho đồng đội khi ở một khoảng cách khá xa. mà không cần sự trợ giúp của các thiết bị phóng ngoại cảm như Cerbero. Cô ấy cũng có thể kiểm tra lai lịch của một cá nhân bằng  năng lực của mình.
Khi cô ấy sử dụng năng lực ngoại cảm, một vòng năng lượng hình con bướm hiện ra trên mặt cô ấy. Nó chưa bao giờ được làm sáng tỏ trong truyện rằng, đây là một hiệu ứng hoặc là dấu hiệu cho thấy cô ấy đang sử dụng năng lượng.
Psylocke cũng có thể tạo ra một tia tập trung năng lượng tâm linh được gọi là "Cú bắn tâm linh", có thể ngăn chặn và giết một vât thể khác ngay lập tức. Nó cũng có thể dùng để  phá húy các nguyên liệu cứng cũng như những mục tiêu đang sống. Cô cũng có thể dùng khả năng linh cảm để nhìn thấy một khả năng có thể đúng trong tương lai và bị giới hạn. Khả năng này xảy ra ngẫu nhiên và không thường xuyên nên cô cũng chưa hoàn toàn kiểm soát được nó. Trong cơ thể gốc, cô được cấy đôi mắt sinh học có thể ngăn ngừa ánh sáng quá nhiều ảnh hưởng đến mắt bởi  Mojo và Spiral. Chúng cũng truyền hình ảnh mà Psylocke nhìn thấy cho chúng.

### Sức mạnh mới
Sau khi cơ thể cô bị hoán đổi với một nữ sát thủ người Nhật Bản, cô được tăng kĩ năng chiến đấu nhưng sức mạnh ngoại cảm của cô lại bị yếu đi, một phần sức mạnh đó vẫn nằm trong cơ thể cũ của cô.  Sau khi Ravenche chết, cô lấy lại được sức mạnh của mình. Psylocke thường dùng đến chiếc dao tâm linh có khả năng gần giống với tuyệt chiêu "Cú bắn tâm linh" nhưng ở cự li gần hơn. Cô thường dùng vũ khí này để gây gián đoạn tâm trí và thần kinh của đói thủ bằng cách đưa nó vào đầu kẻ thù. Trong thời kì này, cô thường dùng tới dao  tâm linh để tấn công ở mục tiêu gần với võ thuật của cô, mặc dù vẵn có thể dùng những chiêu ở tầm xa. Cô đã từng sử dụng năng lực linh cảm trong cơ thể mới ít nhất một lần.
Sau khi lộ thân phận của mình với Crimson Dawn, cô lĩnh hội thêm khả năng dịch chuyển tức thì dùng một khoảng bóng tối làm cánh cổng để dịch chuyển. Khả năng này bao trùm một vùng rộng lớn, có lần, cô đã dùng khả năng này để đưa nhóm X-men từ Mỹ sang Châu Phi.

## Đón nhận
Nhân vật được đón nhận một cách tích cực và nổi tiếng qua thiết kế lại vào năm 1989.
Psylocke được tham gia vào "Cuộc thi của những cô em truyện tranh" của IGN vào năm 2005, cô thắng 2 vòng đầu trước khi bị thua Emma Frost-nhân vật đã giành được chức vô địch vào phiên bản  này. Sau này, vào năm 2006, nhân vật đã giành lại được danh hiệu và đứng đầu ở "Cuộc  thi của những cô em truyện tranh vào cùng năm đó". IGN cũng xếp hạng Psylocke đứng thứ 22 trong top các dị nhân, được so sánh với Rogue, gọi cô là "thủ lĩnh bẩm sinh" và đứng thứ 3 trong số các "Cô em X" vì là "một cô gái châu Á với một cơ thể khó tin, và chất giọng Anh". Vào năm 2011, Marvel đã chọn cô là siêu anh hùng yêu thích thứ hai của họ, và trong cùng năm, UGO đã cho cô đứng thứ 9 trong "Danh sách những siêu anh hùng được nâng cấp có thể đánh bại bất kì ai", và nhân vật cũng được nhắc tới trong "25 nữ ninja nóng bỏng" miêu tả như "viên kẹo của đôi mắt, ít là cây kẹo mút hơn là đầu đạn hạt nhân".